# Soft Play
Soft Play (wcześniej Slaves) – brytyjski zespół, założony w 2012 roku  w hrabstwie Kent. Ich muzyka została opisana jako „brytyjski punk z ostrymi, garażowymi riffami”.

## Historia
W roku 2012 wydali swoje pierwsze EP pod tytułem Sugar Coated Bitter Truth nakładem wytwórni Girl Fight Records. W roku 2014 wydali swój pierwszy singiel Where's Your Car Debbie? wraz z wytwórnią Fonthill Records i jeszcze tego samego roku podpisali kontrakt w wytwórnią Virgin EMI Records. W listopadzie już pod szyldem wytwórni Virgin EMI wydali singiel Hey oraz The Hunter, który osiągnął ponad milion wyświetleń na portalu YouTube. Artyści zostali także nominowani do BBC Sound Of 2015.
1 czerwca 2015 zespół wydał swój debiutancki album Are You Satisfied?. Płyta osiągnęła 8. miejsce w pierwszym tygodniu w UK Albums Chart. Album otrzymał od Clash Music ocenę 7/10, oraz został opisany jako „solidny debiut”.
30 września Slaves wydało album Take Control. Producentem był członek zespołu Beastie Boys - Mike D, wystąpił on również na jednym z utworów na albumie, zatytułowanym Consume or Be Consumed.
Zespół wystąpił na Przystanku Woodstock w 2017 roku.
Pod koniec 2022 zespół ogłosił zmianę nazwy ze Slaves na Soft Play.

## Skład
- Isaac Holman – perkusja/śpiew
- Laurie Vincent – gitara/śpiew

## Dyskografia
| Sugar Coated Bitter Truth               | - Data: 19 lipca 2012 - Wydawca: Girl Fight Records       | – | – |
| Are You Satified?                       | - Data: 29 maja 2015 - Wydawca: Virgin EMI Records        | 8 | – |
| Take Control                            | - Data: 7 października 2016 - Wydawca: Virgin EMI Records | 6 | 9 |
| Acts Of Fear And Love                   | - Data: 17 sierpnia 2018 - Wydawca: Virgin EMI Records    | – | – |
| Heavy Jelly                             | - Data: 19 July 2024 - Wydawca: [BMG]                     | – | – |
| „–” oznacza, że album nie był notowany. |                                                           |   |   |

## Nagrody i wyróżnienia
| Rok  | Kategoria            | Tytułem | Nagroda         | Nota | Źródło |
| ---- | -------------------- | ------- | --------------- | ---- | ------ |
| 2015 | Spirit of Punk Award | Slaves  | Kerrang! Awards | Laur | [ 18 ] |